# معالجة ثانوية

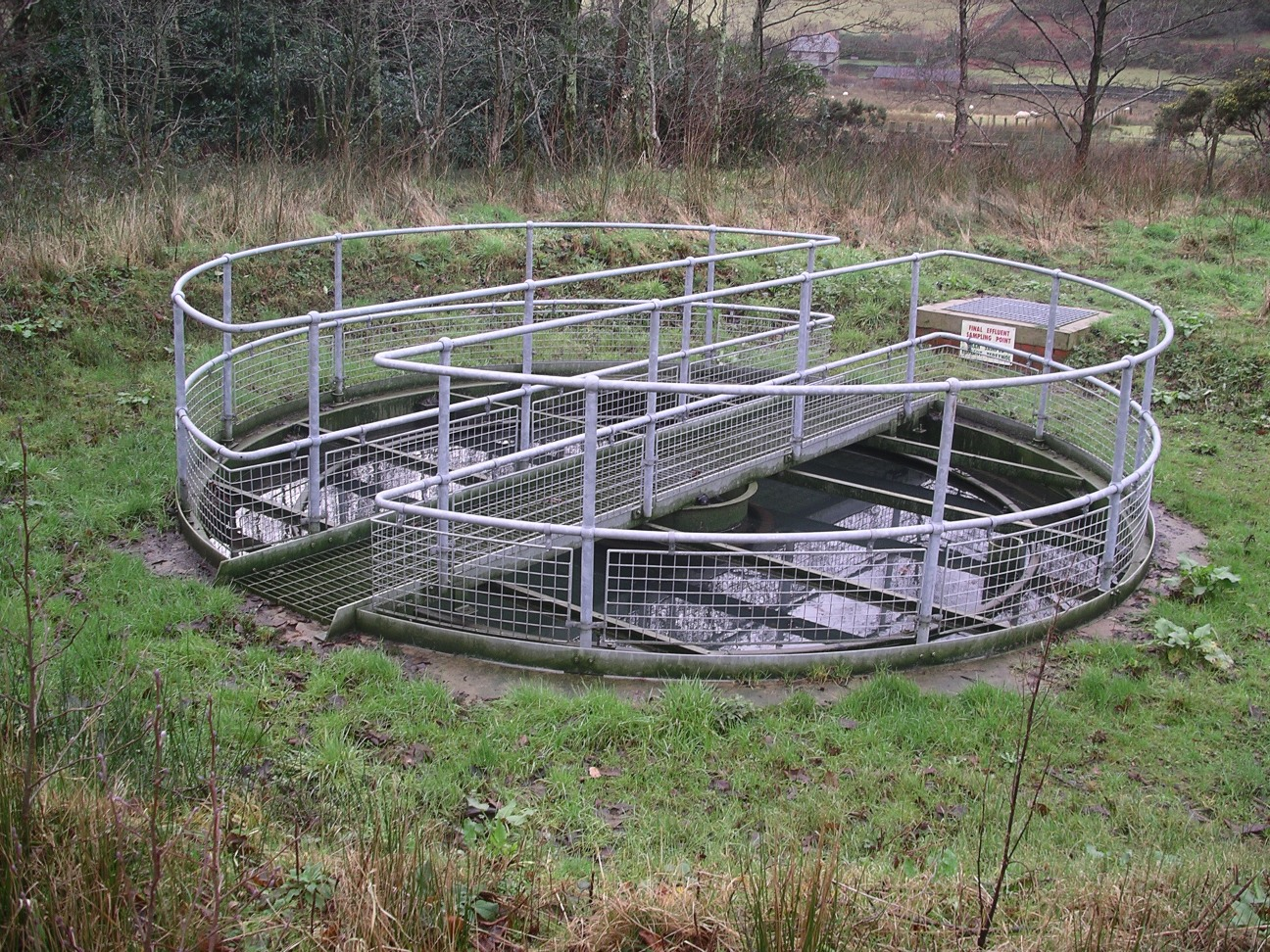

المعالجة الثانوية هي عملية معالجة لمياه الصرف الصحي (أو الصرف الصحي ) لتحقيق درجة معينة من جودة النفايات السائلة باستخدام محطة معالجة مياه الصرف الصحي مع فصل الطور المادي لإزالة المواد الصلبة القابلة للاستقرار وعملية بيولوجية لإزالة المركبات العضوية المذابة والمعلقة. هذا النوع من المعالجة يمكن تسميتها بالمياه العادمة المعالجة الثانوية.
المعالجة الثانوية هي جزء من تسلسل معالجة مياه الصرف الصحي يزيل المركبات الذائبة والغروانية المقاسة حسب الطلب على الأكسجين الكيميائي الحيوي (BOD). يتم تطبيق المعالجة الثانوية بشكل تقليدي على الجزء السائل من مياه الصرف الصحي بعد إزالة المعالجة الأولية للمواد الصلبة القابلة للترسيب والمواد العائمة. عادة ما يتم إجراء المعالجة الثانوية بواسطة الكائنات الحية الدقيقة المائية الأصلية في موطن هوائي مدار. تستهلك البكتيريا والبروتوزوا الملوثات العضوية القابلة للتحلل (مثل السكريات والدهون وجزيئات الكربون القصيرة السلسلة العضوية من المخلفات البشرية ونفايات الطعام والصابون والمنظفات) أثناء التكاثر لتشكيل خلايا المواد الصلبة البيولوجية. عمليات الأكسدة البيولوجية حساسة لدرجة الحرارة بين 0 و40 درجة مئوية، يزداد معدل التفاعلات البيولوجية مع درجة الحرارة. تعمل معظم السفن الهوائية السطحية بين 4 و32 درجة مئوية.